# ریشه‌انگشتی‌ها
ریشه‌انگشتی‌ها (نام علمی: Boesenbergia) نام یک سرده از خانواده زنجبیلیان است. از گونه‌های مهم آن زنجبیل چینی است.